# Albert Zubler

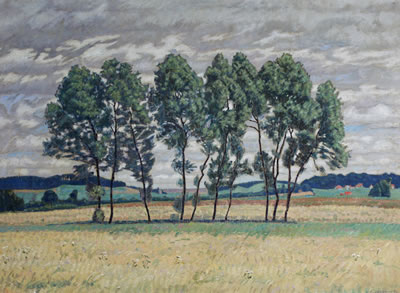
Baumgruppe

Johann Albert Zubler (* 3. Februar 1880 in Mägenwil; † 12. März 1927 in Zürich) war ein Schweizer Landschaftsmaler.

## Leben
Im Kindesalter kam Johann Albert Zubler wegen der Trennung der Eltern in verschiedene Familien. Nach der Wiederheirat seines Vaters kam er mit ihm nach Zürich. Er wurde zum Schlosser ausgebildet, dank einem Stipendium konnte er aber von 1896 bis 1899 die Kunstgewerbeschule Zürich besuchen. Danach wurde er Privatschüler des Radierers und Landschaftsmalers Hermann Gattiker in Rüschlikon.
Im Wintersemester 1900/01 studierte er an der Königlichen Akademie der bildenden Künste in Stuttgart bei Leopold von Kalckreuth und in den Wintermonaten 1901/02 und 1902/03 in Paris an der École Guérin bei Eugène Grasset und in der Abendschule Académie Colarossi. Nach dem Studium beschäftigte er sich hauptsächlich mit der Landschaftsmalerei. Zubler wurde 1904 Lehrer an der Kunstschule für Damen von Louise Stadler in Zürich, siedelte aber im gleichen Jahr nach Florenz über und zog später nach Rom, wo er bis 1906 blieb.
In die Schweiz zurückgekehrt, liess er sich zuerst in Winterthur nieder, ging dann nach Basel und kehrte 1907 nach Winterthur zurück. Von 1909 bis 1915 war er in Kyburg tätig. Nach einem kurzen Aufenthalt in Oberwinterthur kam er wieder nach Zürich. Ab 1919 hielt er sich wieder längere Zeit in Florenz auf, wo er für Sammler aus Zürich und Florenz Gemälde kopierte.
Albert Zubler starb im Alter von 47 Jahren.